# Fidel Enric Raurich i Sas
Fidel Enric Raurich i Sas (Barcelona, 10 de setembre de 1892 - Barcelona, 25 de maig de 1978) fou un farmacèutic, físic, químic i catedràtic de farmàcia català.
Fill del farmacèutic Fidel Raurich Cañellas, va estudiar el batxillerat a les Escoles Pies de San Antón de Barcelona fins al 1910. Més endavant, estudià Farmàcia i es llicencià per la Universitat de Barcelona amb premi extraordinari el 1915. Tres anys més tard, el 1918, es doctorà a la Universitat de Madrid també amb premi extraordinari, amb la tesi “El ácido silicotúngstico en la determinación cuantitativa de la morfina y de la atropina contenidas en la tintura de opio y belladona”, que es publicà el 1919. Guanyà per oposició la Càtedra de Tècnica Física i Anàlisi Químic a la Facultat de la Universitat de Santiago de Compostel·la el 1925, que ocupà fins al 1928. El 1926 fou pensionat per estudiar a Lausana i Ginebra amb el professor Dubrix i Dutoit. El 1928 sol·licità l'excedència per passar a l'Instituto Oficial de Control de Medicamentos, que més tard s'anomena de Farmacobiologia, on fou director de la Secció de Química fins a l'any 1940. Continuà la seva tasca docent com a auxiliar temporal d'Anàlisi Químic de medicaments orgànics en la Facultat de Farmàcia de la Universitat de Madrid entre 1934 i 1935, i Auxiliar temporal de Química inorgànica farmacèutica entre 1935 i 1936. Finalment, en juliol de 1940, ocupà la Càtedra de Tècnica Física aplicada a la Farmàcia i la d'Anàlisi Químic a la Facultat de Farmàcia de la Universitat de Barcelona, que ocupà fins a la seva jubilació el 1962, i de la qual també fou vicedegà. També fou farmacèutic de la Casa de la Caritat de Barcelona des de 1945 fins al 1962. Va pertànyer a diverses acadèmies i institucions científiques. Així, fou membre de les Reial Acadèmia de Medicina de Barcelona, on fou Bibliotecari arxiver de 1946 a 1958, i de la Reial Acadèmia de Farmàcia de Catalunya des del 1962, en la qual també ocupà el càrrec de president entre els anys 1963 i 1964. També fou membre corresponent de la Reial Acadèmia de Medicina de València i de la Reial Acadèmia Nacional de Medicina, i fou president de la Secció de Barcelona de la Reial Societat Espanyola de Física i Química. El 1941 fou elegit i el 1942 ingressà com a membre numerari a la Reial Acadèmia de Ciències i Arts de Barcelona (RACAB). Fora de l'Estat espanyol també fou membre de la Chemical Society de Londres.
Entre les seves publicacions de tota mena, de les quals existeixen al voltant de cent, la major part són treballs d'investigació científica, especialment en els camps de la Química analítica i la Física aplicada.

## Reconeixements[1][3]
- Medalla de bronze de Consell General de Col·legis farmacèutics
- Medalla de plata de la Facultat de Farmàcia de la Universitat de Barcelona
- Comendador de l'Orde Civil d'Alfons X el Savi
- Ingrés en el Cos de farmacèutics militars com a comandant honorari